# Podgozd, Ig
Podgozd leži v Občini Ig. Naselje je bilo ustanovljeno leta 2007 iz dela ozemlja naselja Dobravica. Leta 2015 je imelo 107 prebivalcev.